# 宮沢今朝太郎
宮沢 今朝太郎（みやざわ けさたろう、1916年8月26日 - 1991年7月7日）は、日本の競馬騎手、調教師。
騎手時代の1942年にバンナーゴールで中山四歳牝馬特別（後の桜花賞）に優勝した。

## 経歴
1916年、東京府東京市小石川区に生まれる。小石川高等小学校卒業後の1932年、中山競馬倶楽部（中山競馬場）の秋山辰治厩舎に騎手見習いとして入門。1936年に騎手免許を取得した。1942年、バンナーゴールに騎乗して中山四歳牝馬特別を制し、クラシック競走の優勝を果たす。1945年、太平洋戦争の激化による競馬開催休止にともない、日本競馬会が全国に支所を設置し、宮沢は栃木県宇都宮市の関東支所に派遣された。関東支所では年長だったこともあり騎手たちの指導者的な存在であり、戦後競馬の復活に際しては宮沢宅で騎手会の創立が行われた。以後は騎手として秋山一門の厩舎を転々としながら1961年まで活動した。
翌1962年3月、調教師免許を取得し中山競馬場で厩舎を開業（1978年より美浦トレーニングセンター）。当初の9年間は一桁勝利が続くなど目立たない成績だったが、10年目の1971年に自己最高の18勝を挙げた。また、1973年にはサンヨウコウが七夕賞を制し、調教師として重賞初勝利を果たす。以後もプラトーフォンテンでふたつの障害重賞を制するなどした。
1991年、福島開催への出張中に体調を崩し、美浦トレーニングセンターへの帰還後に入院。7月7日に肝不全で死去した。76歳没。

## 調教師成績
| 通算成績 | 1着 | 2着 | 3着 | 出走回数 | 勝率 | 連対率 |
| -------- | --- | --- | --- | -------- | ---- | ------ |
| 平地     | 230 | 205 | 300 | 3409     | .067 | .127   |
| 障害     | 12  | 6   | 5   | 127      | .094 | .141   |
| 計       | 242 | 211 | 305 | 3536     | .068 | .128   |

### 主な管理馬
- サンヨウコウ（1973年七夕賞、関屋記念）
- プラトーフォンテン（1980年東京障害特別・秋 1981年東京障害特別・春）
- ワクセイ（1987年セイユウ記念）

## 主な厩舎所属者
太字は門下生、括弧内は所属期間と所属中の職分
- 古賀一隆（1971年-1975年、騎手。1975年-1979年、調教助手）
- 堀井雅広（1973年-1985年、騎手）